# Therese Hämer

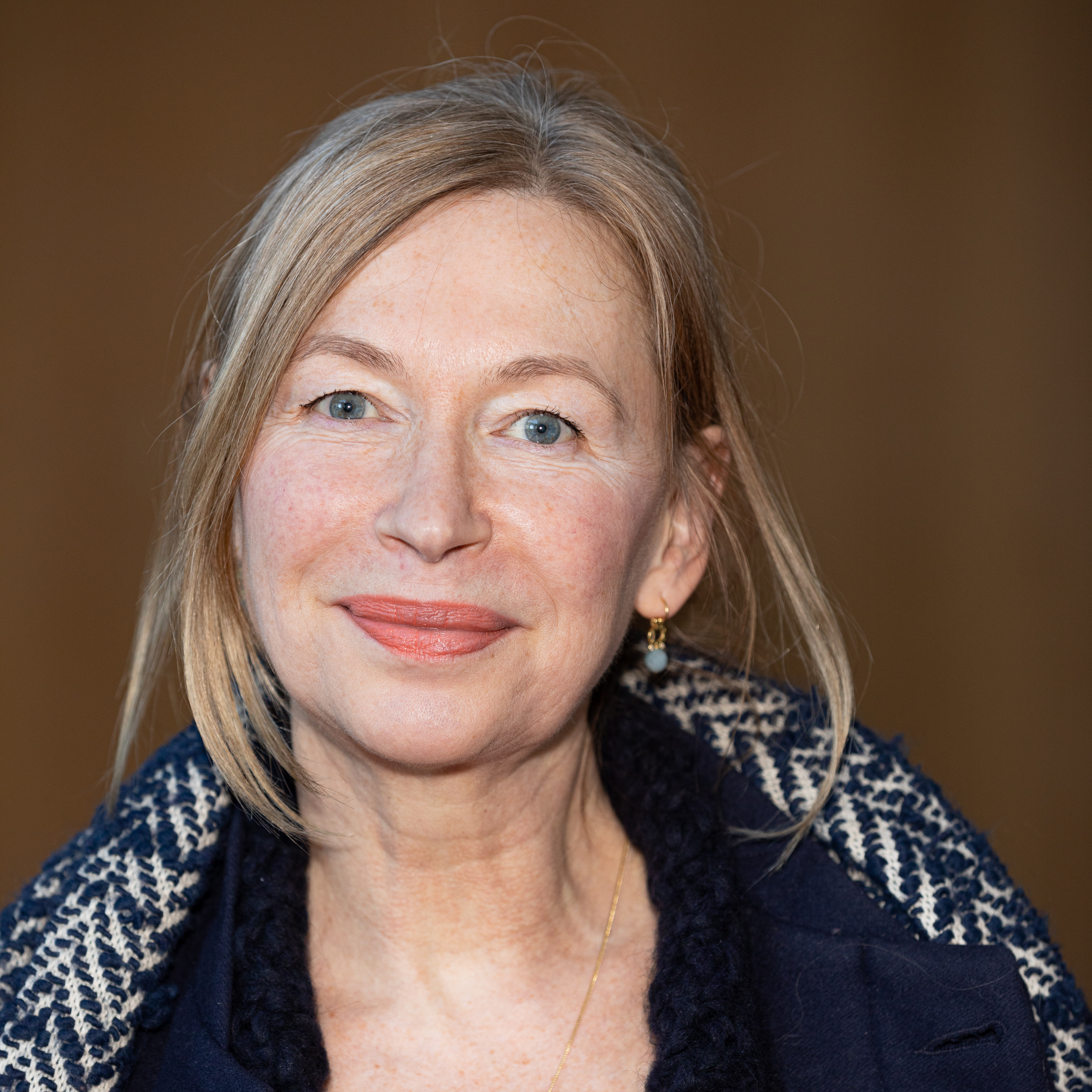
Therese Hämer, 2019

Therese Hämer (* 6. Februar 1962 in Kassel) ist eine deutsche Schauspielerin und Hörspielsprecherin.

## Leben und Ausbildung
Therese Hämer ist die Tochter der Schauspielerin Elisabeth Schwarz und des Unternehmers Jürgen Hämer. Sie verbrachte ihre Kindheit und Jugend in Stuttgart und Frankfurt am Main, wo sie 1981 ihr Abitur machte. Im Anschluss daran lebte sie für anderthalb Jahre in Italien und studierte ab 1983 an der Freien Universität Berlin Philosophie, Germanistik und Romanistik. Von 1987 bis 1989 absolvierte sie an der Otto-Falckenberg-Schule München ihre Schauspielausbildung.
Therese Hämer ist Mitglied der Deutschen Filmakademie und wohnt in Köln und Berlin.

## Karriere

### Theater
Ihr Schauspieldebüt auf der Theaterbühne gab Hämer unter dem Regisseur Hans Neuenfels in der Rolle der Elevin an der Freien Volksbühne Berlin. 1990 folgte ein Engagement an den Münchner Kammerspielen, wo sie für in Henrik Ibsens Die Frau vom Meer, Regie Thomas Langhoff, in der Rolle der Bolette von „Theater heute“ zur Nachwuchsschauspielerin gewählt wurde.
Es schlossen sich Engagements am Schillertheater Berlin, Schauspielhaus Bonn, dem Residenztheater München, dem Nationaltheater Weimar und dem Schauspielhaus Bochum an.

### Film und Fernsehen
Ihr Filmdebüt hatte Hämer 1984 in Ula Stöckls Der Schlaf der Vernunft. In den Folgejahren übernahm sie in einigen Film- und Fernsehproduktionen kleinere Rollen, wie in Margarethe von Trottas Dunkle Tage (1999) oder ihren Mehrteiler Jahrestage (2000). Erste größere Aufmerksamkeit in Film und Fernsehen bekam sie 2004 in der Comedy-Serie Stromberg mit Christoph Maria Herbst in der Titelrolle als Strombergs Ehefrau Birgit. 2014 übernahm sie diese Rolle im Kinofilm Stromberg – Der Film erneut.
2005 spielte Hämer in Ein krankes Herz, dem siebten Film der Fernsehreihe Bloch, die Ärztin von Blochs Ex-Frau Hanna (Katrin Sass) und war in dem Kinofilm Wahrheit oder Pflicht gemeinsam mit Jochen Nickel als Eltern der von Katharina Schüttler dargestellten Hauptprotagonistin Annika Schmelzer.
Von 2007 bis 2008 gehörte Hämer als Dr. Carolin Moritz in der Krimiserie Post Mortem – Beweise sind unsterblich zur Stammbesetzung. 2008 war sie in Johannes Griesers Fernsehkrimi Tod in der Eifel als Staatsanwältin Böhm zu sehen. Seit 2009 spielt sie an der Seite von Armin Rohde und Ludger Pistor in der ARD-Filmreihe Schnitzel die durchgehende Rolle der Karin Krettek. Von 2011 bis 2015 hatte sie in der ZDF-Krimiserie Der Staatsanwalt die Rolle der Oberstaatsanwältin Silvia Heinlein inne.
2015 spielte Hämer in Walter Webers Dramödie Das Kloster bleibt im Dorf an der Seite von Suzanne von Borsody und Ann-Kathrin Kramer die Rolle der Schwester Brionie. Von 2017 bis 2019 war sie in der ZDF-Samstagskrimireihe Stralsund als Kriminalhauptkommissarin Caroline Seibert leitende Ermittlerin der Stralsunder Kripo. Kai Wessel besetzte sie 2021 in seinem Fernsehfilm Ramstein – Das durchstoßene Herz, wo sie die Rolle der Psychologin Martina Puttkammer der Nachsorgegruppe von der Flugschaukatastrophe 1988 spielte. Seit Ende Oktober 2022 ist Hämer in der Hauptrolle der Mittfünfzigerin Frieda in der ZDF-Herzkinoreihe Unterm Apfelbaum zu sehen.
Neben ihren durchgehenden Serienrollen hat sie wiederholt einzelne Gastrollen in Fernsehserien- und reihen, u. a. in Die Wache, Großstadtrevier,  Tatort, Polizeiruf 110, In aller Freundschaft, Das Quartett und in den verschiedenen SOKO-Sendeformaten des ZDF.

## Filmografie

### Kino
- 1984: Der Schlaf der Vernunft
- 1986: Oranisches Tor
- 1994: Wiederkehr
- 1997: Daily Chicken
- 2005: Wahrheit oder Pflicht
- 2007: Ein fliehendes Pferd
- 2007: Beautiful Bitch
- 2009: Ob ihr wollt oder nicht
- 2011: Klingenberg
- 2012: Frauensee
- 2014: Stromberg – Der Film
- 2015: Trash Detective
- 2016: Fräulein: una fiaba d’inverno
- 2017: Zwischen den Jahren
- 2021: Die Rettung der uns bekannten Welt
- 2023: Die Geschichte einer Familie

### Fernsehen

#### Fernsehfilme
- 1999: Dunkle Tage
- 2000: Jahrestage (Vierteiler)
- 2003: Die Musterknaben 3 – 1000 und eine Nacht
- 2005: Dem Himmel sei Dank
- 2006: Neger, Neger, Schornsteinfeger!
- 2007: Teufelsbraten
- 2008: Der große Tom
- 2008: Tod in der Eifel
- 2009: 40+ sucht neue Liebe
- 2011: Dann kam Lucy
- 2012: Eine Frau verschwindet
- 2013: Tod einer Polizistin
- 2015: Das Kloster bleibt im Dorf
- 2015: Weil ich dich liebe
- 2016: Das beste Stück vom Braten
- 2016: Kinder sind Engel (Kurzfilm)
- 2016: Der mit dem Schlag
- 2019: Verliebt in Valerie
- 2020: Lang lebe die Königin
- 2021: Nestwochen
- 2022: Ramstein – Das durchstoßene Herz

#### Fernsehserien und -reihen
- 1990: Alle meine Babys (Gastrolle)
- 2001: Die Wache (Folge Die Beichte)
- 2004–2005: Stromberg (3 Folgen)
- 2005: Bloch: Ein krankes Herz
- 2005: Großstadtrevier (Folge 19x15 Nur geträumt)
- 2006: Lindenstraße (Folge Klassenkampf)
- 2006: Tatort: Pauline (Fernsehreihe)
- 2006–2012: SOKO Köln (Folgen 3x03, 8x13)
- 2007–2008: Post Mortem – Beweise sind unsterblich (17 Folgen)
- 2007: Lutter: Um jeden Preis
- 2007: Der Dicke (Folge 2x08 Nichts als Ärger)
- 2008: Küstenwache (Folge 12x03 Tiefe Wasser)
- 2009–2022: Schnitzel (Filmreihe)
  - 2009: Ein Schnitzel für drei
  - 2013: Ein Schnitzel für alle
  - 2017: Schnitzel geht immer
  - 2019: Schnitzel de Luxe
  - 2022: Das Weihnachtsschnitzel
- 2009: Notruf Hafenkante (Folge 4x05 Seeheld in Seenot)
- 2010–2013: SOKO Stuttgart (Folgen 2x06, 5x04)
- 2010: SOKO Wismar (Folge 6x14 Ein Stich ins Herz)
- 2010: Der letzte Bulle (Folge 1x02 Der Weihnachtsmann ist tot)
- 2010: Danni Lowinski (Folge 1x05 Schön für einen Tag)
- 2010: In aller Freundschaft (Folge 13x25 Männerherzen)
- 2010: Ein Fall für zwei (Folge 30x04–30x05)
- 2011–2014: SOKO Leipzig (Folgen 16x04, 19x01)
- 2011: Marie Brand und der Moment des Todes
- 2011–2015: Der Staatsanwalt (10 Folgen)
- 2013: Tatort: Kalter Engel
- 2014: Helen Dorn: Das dritte Mädchen (Fernsehreihe)
- 2014: Helen Dorn: Unter Kontrolle
- 2014: Katie Fforde – Geschenkte Jahre
- 2015: Der Lehrer (Folge 3x02 Und ob Sie mich wollen)
- 2015: Tatort: Der Irre Iwan
- 2016: Alarm für Cobra 11 – Die Autobahnpolizei (Folge Tod ohne Warnung)
- 2017: Rentnercops (Folge 2x07 Uns trennt das Leben)
- 2017: Polizeiruf 110: Nachtdienst
- 2017: Katie Fforde – Meine verrückte Familie
- 2017–2019: Stralsund (5 Folgen)
  - 2017: Kein Weg zurück
  - 2018: Das Phantom
  - 2018: Waffenbrüder
  - 2019: Schattenlinien
  - 2019: Doppelkopf
- 2019: Der Club der singenden Metzger
- 2020: Polizeiruf 110: Totes Rennen
- 2020: Tonio & Julia: Nesthocker
- 2021: Tatort: Murot und das Prinzip Hoffnung
- 2022: Das Quartett: Dunkle Helden
- 2022: Unterm Apfelbaum – Einsturzgefährdet
- 2022: Unterm Apfelbaum – Panta Rhei – Alles im Fluss
- 2023: Tatort: Die Nacht der Kommissare
- 2024: SOKO Köln: Ausgestopft (Fernsehserie)
- 2025: Inga Lindström: Das Flüstern der Pferde
- 2025: Zimmer im Grünen – Herzenswege
- 2025: Der Alte: Alles weg

## Hörspiele (Auswahl)
- 2013: Max von Malotki: Junge – Regie: Benjamin Quabeck
- 2014: Amerikanische Vorhölle – (WDR)
- 2015: Herr Lundquist nimmt den Helm ab – Regie: Mark Ginzler
- 2016: Kilroy was here – Regie: Mark Ginzler
- 2020: Silicon Children – Regie: Matthias Kapohl
- 2021: Spitzengeschäfte – (WDR)